# Paul Otto (Bildhauer)
Paul Martin Otto (* 3. August 1846 in Berlin; † 7. April 1893 ebenda) war ein deutscher Bildhauer.

## Leben

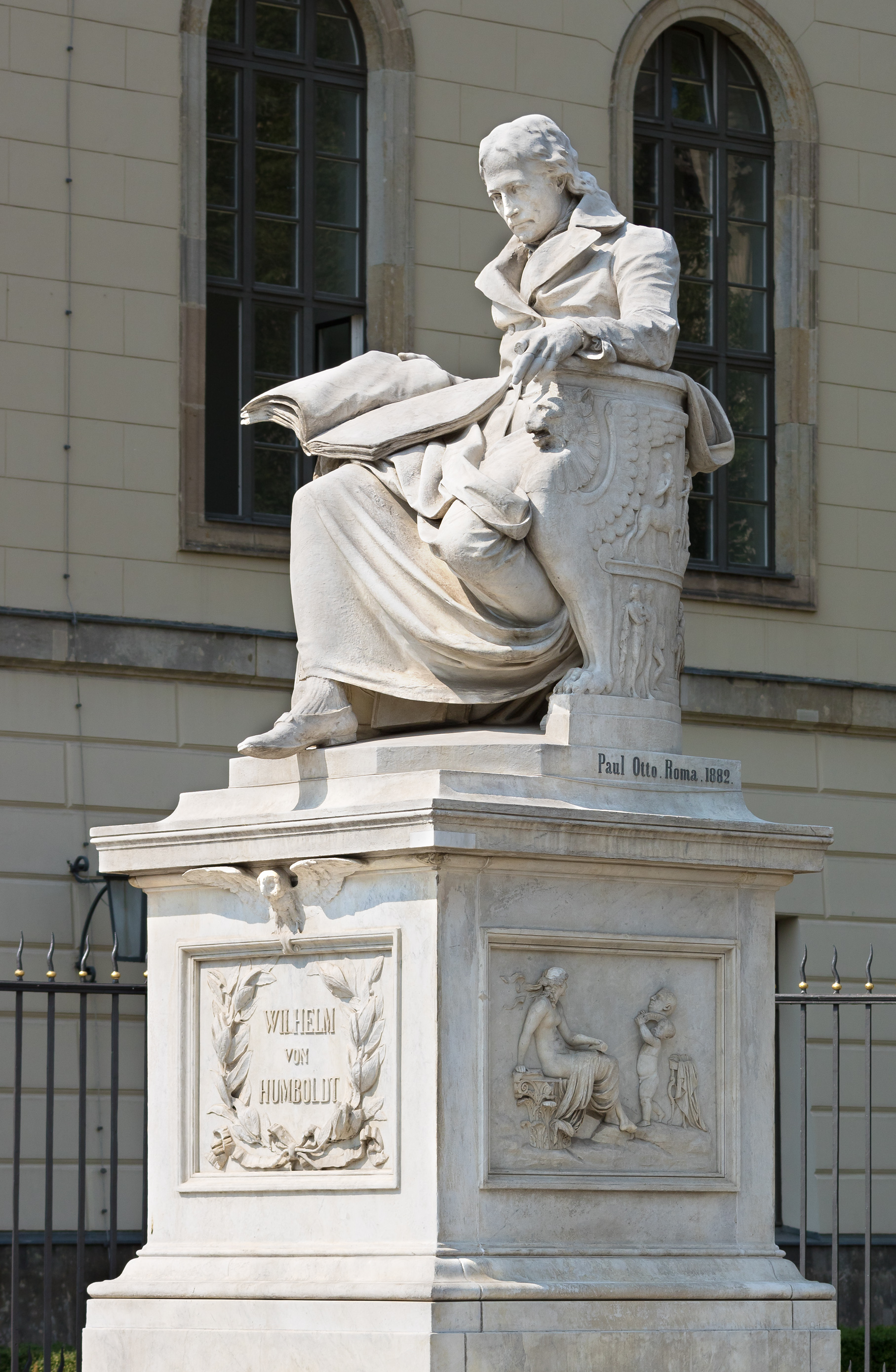
Wilhelm von Humboldt – Sitzbild vor der Humboldt-Universität in Berlin

Paul Martin Emil Otto war der Sohn des Rechnungsrates Hermann Otto (1800–1875) aus Demmin und dessen Ehefrau Lida Fouquet aus Cörlin. Er bildete sich auf der Berliner Kunstakademie und schloss sich der naturalistischen Richtung von Reinhold Begas an. 1871 wurde er Mitglied des Vereins Berliner Künstler. Nachdem er 1872 auf der Kunstausstellung mit einer Gruppe: Faun und Nymphe, debütiert hatte, gewann er 1873 einen Preis in der Konkurrenz um ein geplantes Wilhelm-von-Tegetthoff-Denkmal, der ihm eine Reise nach Italien ermöglichte, wo er sich, durch Stipendien und mehrere Aufträge unterstützt, bis 1885 in Rom aufhielt. In der Konkurrenz um ein Luther-Denkmal für Berlin erhielt er den ersten Preis und den Auftrag der Ausführung.
Seine Porträts zeichnen sich durch feine Charakteristik und virtuose Marmortechnik aus, während seine größeren Werke einen stark malerischen, über die Grenzen der Plastik hinausgehenden Zug haben. 1886 siedelte er nach Berlin über, wo er unter anderem eine Statue Daniel Chodowieckis für das Alte Museum ausführte. Paul Otto war königlicher Professor.
Paul Otto wurde auf dem Friedhof der St.-Jacobi-Gemeinde in Berlin-Neukölln bestattet. Das Grab wurde 1929 abgeräumt, der Grabstein mit der Plakette von Hugo Lederer in der Nähe wieder aufgestellt.

## Werke
- Porträtbüsten ab 1874 in Rom
- Kentaur und Nymphe (1874)
- Leda und Jupiter (1876)
- Marmordenkmal Wilhelm von Humboldts für Berlin, 1883 (signiert: Paul Otto Roma)
- Sockelreliefs für das Alexander-von-Humboldt-Denkmal von Reinhold Begas (ebenfalls vor der Humboldt-Universität, Unter den Linden)
- Entwurf für das Denkmal Viktor Emanuels in Rom
- Kaiser-Wilhelm-Denkmal in Bad Ems (einziges Denkmal des Kaisers in Zivil, 1893)
- Marmorfigur einer Vestalin (in der Berliner Nationalgalerie).
- Daniel-Chodowiecki-Standbild für das Alte Museum in Berlin.
- Luther-Denkmal an der Marienkirche in Berlin, von Robert Toberentz vollendet.